# Клери (Златна обала)
Клери (фр. Cléry) насеље је и општина у источном делу централне Француске у региону Бургоња, у департману Златна обала која припада префектури Дижон.
По подацима из 2011. године у општини је живело 119 становника, а густина насељености је износила 35,31 становника/km². Општина се простире на површини од 3,37 km². Налази се на средњој надморској висини од 207 метара (максималној 208 m, а минималној 187 m).

## Демографија
| 1962. | 1968. | 1975. | 1982. | 1990. | 1999. | 2011. |
| ----- | ----- | ----- | ----- | ----- | ----- | ----- |
| 112   | 118   | 83    | 139   | 117   | 136   | 119   |

График промене броја становника у току последњих година